# Miguel Aguado de la Sierra
Miguel Aguado de la Sierra (Madrid, 1842-1896) fue un arquitecto español. Conocido por haber diseñado y construido el edificio de la Real Academia Española (estilo neoclásico) en Madrid, tuvo escasa producción arquitectónica. 

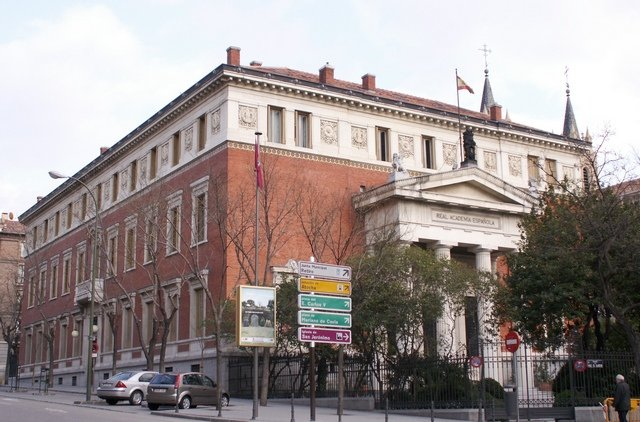
Edificio de la Real Academia Española.

## Biografía
Poco es conocido de su vida. Se licenció en 1866. Trabajó en sus inicios con Jerónimo de la Gándara y mejoró sus conocimientos. Fue profesor de la Teoría del Arte y Proyectos Arquitectónicos desde 1888 hasta su muerte. Publicó un Plan de un Curso de Teoría General de la Arquitectura en 1870. Fue diseñador del edificio de la Real Academia Española (estilo neoclásico) en la calle Ruiz de Alarcón n.º 17 y del palacio del Duque de Elduayen. El soporte arquitectónico del monumento a los mártires de la religión y de la patria de Zaragoza está construido como un gran pedestal que representa un torreón fortificado, similar al que diseñó Miguel Aguado para la estatua de María Cristina de Borbón cerca del Casón del Buen Retiro de Madrid.